# Aillant-sur-Tholon
Aillant-sur-Tholon je francouzská obec v departementu Yonne v regionu Burgundsko-Franche-Comté. V roce 2010 zde žilo 1 403 obyvatel.

## Vývoj počtu obyvatel
Počet obyvatel